# Prijevoj Plöcken
Prijevoj Plöcken (njem. Plöckenpass, tal. Passo di Monte Croce Carnico) je visoki planinski prijevoj u planinskom lancu Karnskih Alpa na granici između austrijske savezne zemlje Koruške i  talijanske regije Furlanije-Julijske krajine. Povezuje trgovište Kötschach-Mauthen u koruškoj  dolini rijeke Gail dolini s općinom Paluzza u regiji Carnia u Furlaniji.
Oko 3 km zapadno duž grebena nalazi se planina Coglians čiji je vrh (2780 m) najviši vrh Karnskih i Gailtalskih Alpa. Cesta s prijevoja prelazi donji Gailbergsattel na 981 m na sjeveru, nakon čega stiže do gornje doline Gail.

## Povijest
Talijansko ime potječe od latinskog Monte Crucis ("planina križa"), što je označavalo prolaz u srednjem vijeku. Dolina rijeke Gail bila je naseljeno područje još od neolitika, a konjički put je vjerojatno postojao već u brončano doba. Rimske snage pod generalom Tiberijem ponovno su izgradile stazu kao cestu nakon uključivanja provincije Noricum 15. pr. Kr., kako bi se iz Italije stiglo do novoosvojenih zemalja sjeverno od Karnijskih Alpa.
Dobro izgrađena cesta bila je u upotrebi kroz cijeli srednji vijek kao dio trgovačkog puta između Akvileje i Salzburga, također nakon što je regiju Karniju na jugu osvojila Mletačka Republika 1420. godine. Bivši mansio u Timau (Tischelwang, danas dio Paluzze) južno od prijevoja naselili su rudari iz Koruške, do danas je to enklava njemačkog govornog područja na talijanskom teritoriju.
Nakon Schönbrunnskog mira 1809. godine, Napoleonove trupe su prešle prijevoj Plöcken kako bi zauzele gornjokorušku zemlju oko Villacha, koja je bila ustupljena Francuskom Carstvu kao dio Ilirskih provincija. U Prvom svjetskom ratu prijevoj je postao poprište talijanske kampanje 1915. – 1918., kada su talijanske trupe Alpini pokušale prodrijeti prema sjeveru u Korušku, ali bezuspješno. Kako su se obje strane uskoro usredotočile na ratovanje ispcrpljivanjem, izgrađeni su brojni bunkeri i tuneli čiji su ostaci vidljivi i danas.

## Vanjske poveznice
|  | Zajednički poslužitelj ima još gradiva o temi Prijevoj Plöcken |

- Profil na climbbybike.com  Arhivirana inačica izvorne stranice od 4. ožujka 2016. (Wayback Machine)